# Tagnato
Tagnato es un barrio rural  del municipio filipino de primera categoría de Bataraza perteneciente a la provincia  de Paragua en Mimaro,  Región IV-B.
En 2007 Tagnato contaba con  806 residentes.

## Geografía
El municipio de Bataraza se encuentra situado en el extremo sur de la parte continental de la isla de Paragua,  775 kilómetros al suroeste de Manila y aproximadamente a 236 km de Puerto Princesa y a unas 5 o 6 horas de camino por tierra.
Este barrio, continetal, ocupa el extremo sur del municipio.
Linda al norte y oeste con el barrio de Tabud situado en la costa occidental de la isla;
al norte y al este con el barrio de Malitub;
al sur con el barrio de Puring;
y al oeste con la costa de la bahía de Coral, frente a las islas de Cabugán y el islote de Pagapaga, que forman parte de este barrio.

### Demografía
El barrio  de Tagnato  contaba  en mayo de 2010 con una población de 993 habitantes.
Comprende los sitios de Sayab y de Ongong.

## Historia
Formaba parte de la provincia española de  Calamianes, una de las 35 del archipiélago Filipino, en la parte llamada de Visayas. Pertenecía a la audiencia territorial  y Capitanía General de Filipinas, y en lo espiritual a la diócesis de Cebú.
En 1858 la provincia  fue dividida en dos provincias: Castilla,  Asturias y la isla de Balábac. Este barrio pasa a formar parte de la provincia de Asturias.